# Nyctemera mabillii
Nyctemera mabillii là một loài bướm đêm thuộc phân họ Arctiinae, họ Erebidae.